# 1613 Smiley
1613 Smiley è un asteroide della fascia principale del diametro medio di circa 21,11 km. Scoperto nel 1950, presenta un'orbita caratterizzata da un semiasse maggiore pari a 2,7374530 UA e da un'eccentricità di 0,2616384, inclinata di 7,94428° rispetto all'eclittica.
L'asteroide è dedicato all'astronomo statunitense Charles Hugh Smiley (1903-1977), direttore dell'osservatorio Ladd presso la Brown University.